# Gigi Ballista
Gigi Ballista (eigentlich Luigi Ballista, * 1. Dezember 1918 in Florenz; † 2. August 1980 in Rom) war ein italienischer Schauspieler.

## Leben
Ballista war nach einem Abschluss in Rechtswissenschaft als Journalist tätig und arbeitete anschließend für die Werbung. In den 1960er Jahren verlegte er sich auf die Schauspielerei, nachdem er für Vittorio Caprioli 1963 eine Rolle in dessen Teil eines Episodenfilmes übernommen hatte. Endgültig wurde diese Hinwendung nach einer Hauptrolle für Pietro Germi zwei Jahre später; nun spielte er zahlreiche Charakterrollen, in denen er mit einprägsamer, weil ungewöhnlicher Stimme oft komische Personen verkörperte – auf der Leinwand wie für den Bildschirm.

## Filmografie (Auswahl)
- 1966: Aber, aber, meine Herren… (Signore & signori)
- 1966: Das gewisse Etwas der Frauen (Come imparai ad amare le donne)
- 1966: Die Gespielinnen (Le fate)
- 1967: Wer singt, muß sterben (L’Homme qui trahit la mafia)
- 1967: Unmoralisch lebt man besser (L‘immorale)
- 1968: Lady Hamilton – Zwischen Schmach und Liebe
- 1968: Galileo Galilei
- 1969: Die Geliebte (Una storia d‘amore)
- 1970: La Califfa
- 1974: Die unglaubwürdigen Abenteuer der Italiener in Russland (Una matta, matta, matta corsa in Russia)
- 1975: Die Sonntagsfrau (La donna della domenica)
- 1976: Der Kleine mit der großen Schnauze (La dottoressa sotto il lenzuolo)
- 1976: Politess im Sitten-Stress (La poliziotta fa carriera)
- 1978: 12 Uhr nachts – Midnight Express (Midnight Express)